# 天定 (劉守分)
天定（てんてい）は明末に劉守分が自立し建てた私年号。1644年。

## 西暦・干支との対照表
| 天定 | 元年     |
| 西暦 | 1644年   |
| 干支 | 甲申     |
| 明   | 崇禎17年 |
| 清   | 順治元年 |
| 順   | 永昌元年 |
| 大西 | 大順元年 |